# Baltikum

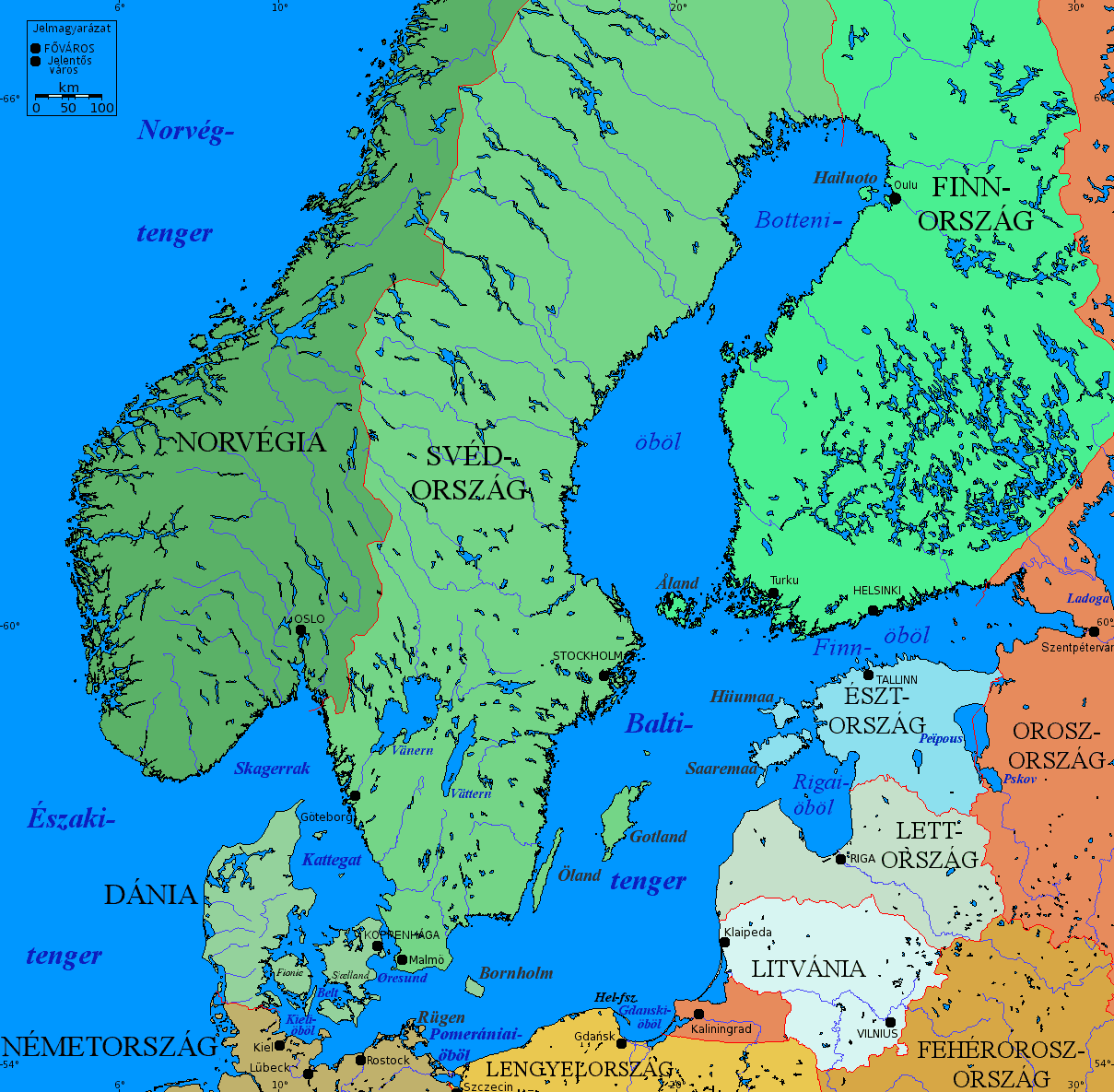
A Baltikum országai

A Baltikum (más szóval Balti régió vagy Balti térség) a Balti-tenger környékének, illetve az ott található országok különböző csoportjainak nem minden esetben egyértelmű elnevezése. 
A szövegkörnyezettől függően a Balti régió jelentheti:
- A jelenlegi balti országokat: Észtország, Lettország és Litvánia hármasát az orosz Kalinyingrádi területtel együtt (néha anélkül);
- Kelet-Poroszországot és a történelmi Livónia, Kurland területét, valamint Észtországot (akkoriban mint svéd és orosz Észtország);
- A fenti országok által lefedett földrajzi területet;
- A hajdani cári Orosz Birodalom balti tartományát, mely a fentieken túl Finnországot és néha Lengyelországot is magában foglalta;
- A balti-tengeri angol kereskedelmi útvonal által érintett országokat, vagyis a fentieken túl a Skandináv-félsziget országait: Svédországot és Norvégiát;
- A balti-tengeri országokat, ami az előbbieken túl Dániát, Németországot és Oroszországot is magában foglalja.